# Aimé Vingtrinier
Pour les articles homonymes, voir Vingtrinier.
Aimé Vingtrinier, né le 31 juillet 1812 à Lyon et mort dans la même ville le 8 avril 1903, est un imprimeur lyonnais, écrivain, historien amateur, et érudit du XIXe siècle.

## Biographie
Aimé Vingtrinier est le fils d'un négociant, juge au tribunal de commerce. Il passe son enfance au château de la Barre, près du bourg d'Ambérieu.

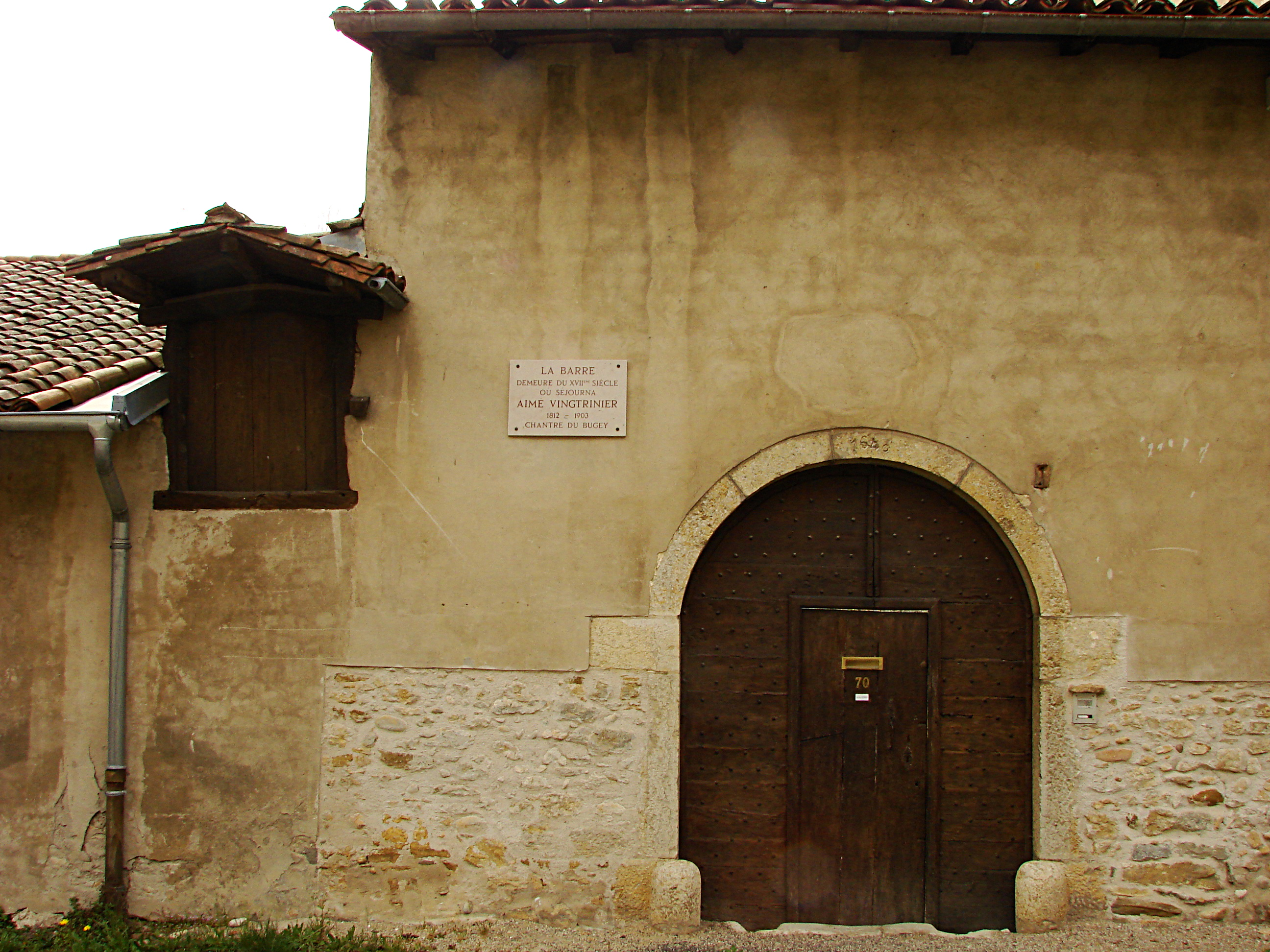
La demeure de la Barre, où habita Aimé Vingtrinier.

En 1824, il  entre au collège de Poncin. Il passe ses années de jeune adulte à voyager et à écrire mais la ruine de son père l'oblige à une activité lui procurant les moyens nécessaires à son existence. Il met en ordre et rédige le catalogue de la bibliothèque de M. Coste, conseiller honoraire à la Cour d'appel de Lyon et savant bibliophile. En 1851 il rédige une histoire des journaux de Lyon. En 1852 il succède à la direction de la Revue du Lyonnais à Léon Boitel, dont il achète l'imprimerie.
En 1880 il vend son imprimerie et laisse la direction de la Revue du lyonnais et il est nommé bibliothécaire en chef à la ville de Lyon, en 1882.

## Vie publique
Aimé Vingtrinier a notamment été :
- Membre fondateur de la société de géographie de Lyon ;
- Membre, de 1840 à 1881, puis membre honoraire jusqu'à sa mort, de la société historique, archéologique et littéraire de Lyon ;
- Membre, de 1895-1903, de l'Académie des sciences, belles-lettres et arts de Lyon ;
- Membre de la société française d'archéologie ;
- Membre correspondant (1873) de la société littéraire, historique et archéologique de département de l'Ain.

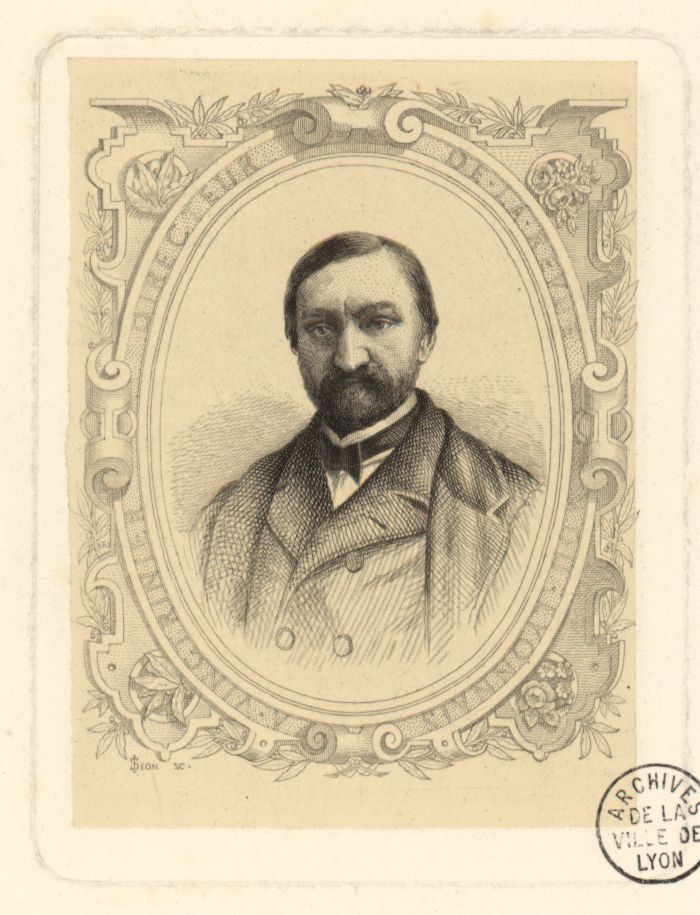
Aimé Vingtrinier  en 1860
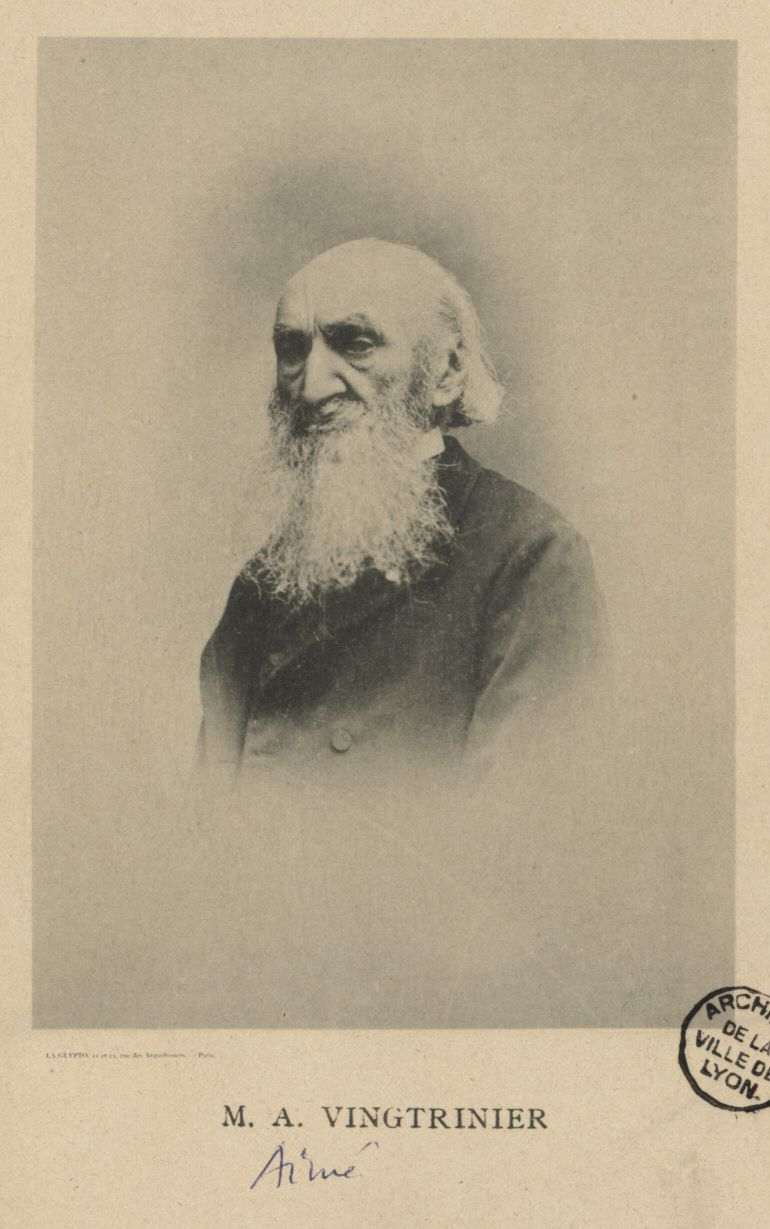
Aimé Vingtrinier vers 1900

## Publications
On doit notamment à Aimé Vingtrinier
 :
- Fleury Epinat, peintre, 1854
- Traditions populaires comparées: mythologie, règnes de l'air et de la terre. (collaboration à l'ouvrage de Désiré Monnier), 1854
- Documents sur la famille de Jussieu, 1860, lire en ligne sur Gallica
- Note sur l'invasion des Sarrasins dans le Lyonnais, 1862, lire en ligne sur Gallica
- La Paresse d'un peintre Lyonnais (Anthelme Trimolet), 1866  lire en ligne sur Gallica
- Esquisse sur la vie et les travaux de Arthur de Viry, docteur-médecin, 1869
- Histoire du Château de Varey, 1872
- Vieux Papiers d'un imprimeur, 1872, lire en ligne sur Gallica
- Croyances populaires recueillies dans la Franche-Comté, le Lyonnais, la Bresse et le Bugey, 1874
- Paul Saint-Olive, archéologue lyonnais, 1877 lire en ligne sur Gallica
- Henri Marchand et le Globe terrestre de la bibliothèque de Lyon, 1878
- La Statuette d'Oyonnax, 1880
- Les Vieux Châteaux de la Bresse et du Bugey, 1882
- À l'école, les bancs, les tables, la santé et l'éducation, 1882
- Lettre au sujet de deux inscriptions lyonnaises du musée de Lyon, 1882
- Fantaisies lyonnaises, 1882
- Zigzags lyonnais autour du Mont-d'Or, 1884 lire en ligne sur Gallica
- Histoire de l'imprimerie à Lyon, 1884 lire en ligne sur Gallica
- Une poype en Bresse, 1885, (lu à la Sorbonne, le 9 avril 1885)
- Imprimeurs lyonnais. Jean Pillehotte et sa famille, 1885
- Inauguration du buste de Simon Saint-Jean, peintre de fleurs : le 26 juillet 1885, à Millery, 1885
- Notice sur Antoine Ponthus-Cinier : peintre lyonnais, 1885
- Soliman-Pacha - Colonel Sève, généralisme des armées égyptiennes, ou Histoire des guerres de l'Égypte de 1820 à 1860, 1886
- Notice sur Hector Allemand : peintre lyonnais, 1887
- Un exemplaire d'Hippocrate annoté par Rabelais, 1887 (Le courrier de Lyon et du Sud-Est)
- Les incunables de la ville de Lyon et les premiers débuts de l'imprimerie (en collaboration avec Marie Pellechet).
- De trois anciens voyages en Terre-Sainte, 1888
- L'escrime encore et toujours à Lyon (en collaboration avec Cavalcabo et Ernest Gayet), 1889 lire en ligne sur Gallica
- À la mémoire de Joséphin Soulary, 1891
- De Lyon à Uriage : épître à madame la marquise de Montrecoul, 1893 lire en ligne sur Gallica
- Catalogue de la bibliothèque lyonnaise de M. Coste, 1893
- La famille des Jussieu et les deux Alexis, 1896, Correspondance historique et archéologique
- Étude populaire sur la Bresse et le Bugey, 1901

## Hommages
Le nom d'Aimé Vingtrinier a été donné à une rue d'Amberieu-en-Bugey et à une rue de Saint-Maurice-de-Rémens.
Bruno Benoît et Gilbert Gardes ont réuni certains de ses textes dans l'ouvrage Être Lyonnais. Collection : Identité et régionalité. Hommage à Aimé Vingtrinier, Jacques André Editeur, 4 novembre 2005, Lyon.  (ISBN 978-2915009705), Avant-propos Gérard Collomb ; postface Jean-Jack Queyranne.